# Gran Premio di superbike del Nürburgring 2011
Il Gran Premio di superbike di Germania 2011 è la decima prova del mondiale superbike 2011, nello stesso fine settimana si corre il nono gran premio stagionale del mondiale supersport 2011 e il settimo della Superstock 1000 FIM Cup. Ha registrato nelle due gare di Superbike rispettivamente le vittorie di Carlos Checa e Tom Sykes, di Chaz Davies in Supersport e di Davide Giugliano in Superstock.

## Superbike

### Gara 1[1]

#### Arrivati al traguardo
| Pos. | Nº  | Pilota           | Squadra                  | Motocicletta         | Giri | Tempo     | Griglia | Punti |
| ---- | --- | ---------------- | ------------------------ | -------------------- | ---- | --------- | ------- | ----- |
| 1º   | 7   | Carlos Checa     | Althea Racing            | Ducati 1098R         | 20   | 38:59.779 | 1º      | 25    |
| 2º   | 33  | Marco Melandri   | Yamaha World Superbike   | Yamaha YZF R1        | 20   | +1.855    | 4º      | 20    |
| 3º   | 41  | Noriyuki Haga    | PATA Racing Team Aprilia | Aprilia RSV4 Factory | 20   | +2.322    | 5º      | 16    |
| 4º   | 58  | Eugene Laverty   | Yamaha World Superbike   | Yamaha YZF R1        | 20   | +7.789    | 2º      | 13    |
| 5º   | 91  | Leon Haslam      | BMW Motorrad Motorsport  | BMW S1000 RR         | 20   | +9.727    | 7º      | 11    |
| 6º   | 50  | Sylvain Guintoli | Effenbert-Liberty Racing | Ducati 1098R         | 20   | +10.113   | 8º      | 10    |
| 7º   | 17  | Joan Lascorz     | Kawasaki Racing          | Kawasaki ZX-10R      | 20   | +17.226   | 16º     | 9     |
| 8º   | 2   | Leon Camier      | Aprilia Alitalia Racing  | Aprilia RSV4 Factory | 20   | +17.228   | 13º     | 8     |
| 9º   | 86  | Ayrton Badovini  | BMW Motorrad Italia      | BMW S1000 RR         | 20   | +18.166   | 15º     | 7     |
| 10º  | 4   | Jonathan Rea     | Castrol Honda            | Honda CBR1000RR      | 20   | +19.457   | 9º      | 6     |
| 11º  | 66  | Tom Sykes        | Kawasaki Racing          | Kawasaki ZX-10R      | 20   | +22.136   | 6º      | 5     |
| 12º  | 8   | Mark Aitchison   | Team Pedercini           | Kawasaki ZX-10R      | 20   | +25.346   | 11º     | 4     |
| 13º  | 52  | James Toseland   | BMW Motorrad Italia      | BMW S1000 RR         | 20   | +31.617   | 18º     | 3     |
| 14º  | 44  | Roberto Rolfo    | Team Pedercini           | Kawasaki ZX-10R      | 20   | +31.796   | 19º     | 2     |
| 15º  | 11  | Troy Corser      | BMW Motorrad Motorsport  | BMW S1000 RR         | 20   | +33.320   | 17º     | 1     |
| 16º  | 84  | Michel Fabrizio  | Suzuki Alstare           | Suzuki GSX-R1000     | 20   | +38.149   | 12º     |       |
| 17º  | 100 | Makoto Tamada    | Castrol Honda            | Honda CBR1000RR      | 20   | +1:16.143 | 20º     |       |

#### Ritirati
| Nº  | Pilota        | Squadra                  | Motocicletta | Giri | Griglia |
| --- | ------------- | ------------------------ | ------------ | ---- | ------- |
| 96  | Jakub Smrž    | Effenbert-Liberty Racing | Ducati 1098R | 12   | 10º     |
| 121 | Maxime Berger | Supersonic Racing        | Ducati 1098R | 4    | 14º     |

#### Non partito
| Nº | Pilota     | Squadra                 | Motocicletta         | Griglia |
| -- | ---------- | ----------------------- | -------------------- | ------- |
| 1  | Max Biaggi | Aprilia Alitalia Racing | Aprilia RSV4 Factory | 3º      |

### Gara 2[2]
La gara è stata fermata con la bandiera rossa dopo 13 giri per pioggia ed è stata dichiarata conclusa.

#### Arrivati al traguardo
| Pos. | Nº  | Pilota           | Squadra                  | Motocicletta    | Giri | Tempo     | Griglia | Punti |
| ---- | --- | ---------------- | ------------------------ | --------------- | ---- | --------- | ------- | ----- |
| 1º   | 66  | Tom Sykes        | Kawasaki Racing          | Kawasaki ZX-10R | 13   | 29:49.337 | 6º      | 25    |
| 2º   | 50  | Sylvain Guintoli | Effenbert-Liberty Racing | Ducati 1098R    | 13   | +4.063    | 8º      | 20    |
| 3º   | 96  | Jakub Smrž       | Effenbert-Liberty Racing | Ducati 1098R    | 13   | +22.759   | 10º     | 16    |
| 4º   | 4   | Jonathan Rea     | Castrol Honda            | Honda CBR1000RR | 13   | +28.497   | 9º      | 13    |
| 5º   | 58  | Eugene Laverty   | Yamaha World Superbike   | Yamaha YZF R1   | 13   | +38.374   | 2º      | 11    |
| 6º   | 33  | Marco Melandri   | Yamaha World Superbike   | Yamaha YZF R1   | 13   | +45.326   | 4º      | 10    |
| 7º   | 86  | Ayrton Badovini  | BMW Motorrad Italia      | BMW S1000 RR    | 13   | +47.030   | 15º     | 9     |
| 8º   | 7   | Carlos Checa     | Althea Racing            | Ducati 1098R    | 13   | +50.032   | 1º      | 8     |
| 9º   | 91  | Leon Haslam      | BMW Motorrad Motorsport  | BMW S1000 RR    | 13   | +53.586   | 7º      | 7     |
| 10º  | 121 | Maxime Berger    | Supersonic Racing        | Ducati 1098R    | 13   | +55.261   | 14º     | 6     |
| 11º  | 17  | Joan Lascorz     | Kawasaki Racing          | Kawasaki ZX-10R | 13   | +1:12.805 | 16º     | 5     |
| 12º  | 11  | Troy Corser      | BMW Motorrad Motorsport  | BMW S1000 RR    | 13   | +1:15.468 | 17º     | 4     |
| 13º  | 44  | Roberto Rolfo    | Team Pedercini           | Kawasaki ZX-10R | 13   | +1:40.323 | 19º     | 3     |

#### Ritirati
| Nº  | Pilota          | Squadra                  | Motocicletta         | Giri | Griglia |
| --- | --------------- | ------------------------ | -------------------- | ---- | ------- |
| 41  | Noriyuki Haga   | PATA Racing Team Aprilia | Aprilia RSV4 Factory | 12   | 5º      |
| 100 | Makoto Tamada   | Castrol Honda            | Honda CBR1000RR      | 12   | 20º     |
| 2   | Leon Camier     | Aprilia Alitalia Racing  | Aprilia RSV4 Factory | 11   | 13º     |
| 8   | Mark Aitchison  | Team Pedercini           | Kawasaki ZX-10R      | 10   | 11º     |
| 52  | James Toseland  | BMW Motorrad Italia      | BMW S1000 RR         | 8    | 18º     |
| 84  | Michel Fabrizio | Suzuki Alstare           | Suzuki GSX-R1000     | 5    | 12º     |

#### Non partito
| Nº | Pilota     | Squadra                 | Motocicletta         | Griglia |
| -- | ---------- | ----------------------- | -------------------- | ------- |
| 1  | Max Biaggi | Aprilia Alitalia Racing | Aprilia RSV4 Factory | 3º      |

## Supersport[4]

### Arrivati al traguardo
| Pos. | Nº | Pilota            | Squadra                  | Motocicletta        | Giri | Tempo     | Griglia | Punti |
| ---- | -- | ----------------- | ------------------------ | ------------------- | ---- | --------- | ------- | ----- |
| 1º   | 7  | Chaz Davies       | Yamaha ParkinGO          | Yamaha YZF R6       | 19   | 38:10.466 | 2º      | 25    |
| 2º   | 77 | James Ellison     | Bogdanka PTR Honda       | Honda CBR600RR      | 19   | +0.091    | 5º      | 20    |
| 3º   | 11 | Sam Lowes         | Parkalgar Honda          | Honda CBR600RR      | 19   | +3.749    | 4º      | 16    |
| 4º   | 9  | Luca Scassa       | Yamaha ParkinGO          | Yamaha YZF R6       | 19   | +6.269    | 7º      | 13    |
| 5º   | 55 | Massimo Roccoli   | Lorenzini by Leoni       | Kawasaki ZX-6R      | 19   | +8.702    | 6º      | 11    |
| 6º   | 99 | Fabien Foret      | Hannspree Ten Kate Honda | Honda CBR600RR      | 19   | +14.034   | 1º      | 10    |
| 7º   | 23 | Broc Parkes       | Kawasaki Motocard.com    | Kawasaki ZX-6R      | 19   | +25.943   | 9º      | 9     |
| 8º   | 44 | David Salom       | Kawasaki Motocard.com    | Kawasaki ZX-6R      | 19   | +29.696   | 8º      | 8     |
| 9º   | 21 | Florian Marino    | Hannspree Ten Kate Honda | Honda CBR600RR      | 19   | +30.886   | 10º     | 7     |
| 10º  | 38 | Balázs Németh     | Hungary Toth             | Honda CBR600RR      | 19   | +37.555   | 21º     | 6     |
| 11º  | 22 | Roberto Tamburini | Bike Service R.T.        | Yamaha YZF R6       | 19   | +37.960   | 16º     | 5     |
| 12º  | 31 | Vittorio Iannuzzo | Lorenzini by Leoni       | Kawasaki ZX-6R      | 19   | +39.129   | 17º     | 4     |
| 13º  | 5  | Alexander Lundh   | Cresto Guide Racing      | Honda CBR600RR      | 19   | +39.804   | 15º     | 3     |
| 14º  | 10 | Imre Tóth         | Hungary Toth             | Honda CBR600RR      | 19   | +44.892   | 19º     | 2     |
| 15º  | 34 | Ronan Quarmby     | Suriano Racing           | Triumph Daytona 675 | 19   | +48.634   | 14º     | 1     |
| 16º  | 91 | Danilo Dell'Omo   | Suriano Racing           | Triumph Daytona 675 | 19   | +52.298   | 18º     |       |
| 17º  | 69 | Ondřej Ježek      | SMS Racing               | Honda CBR600RR      | 19   | +52.671   | 22º     |       |
| 18º  | 43 | Marc Moser        | Triple M Racing          | Yamaha YZF R6       | 19   | +52.839   | 13º     |       |
| 19º  | 17 | Patrik Vostárek   | Prorace                  | Honda CBR600RR      | 19   | +53.486   | 20º     |       |
| 20º  | 25 | Marko Jerman      | MD Team Jerman           | Triumph Daytona 675 | 19   | +1:16.809 | 25º     |       |
| 21º  | 60 | Vladimir Ivanov   | Step Racing              | Honda CBR600RR      | 19   | +1:17.676 | 24º     |       |
| 22º  | 57 | Kervin Bos        | VD Heyden Motors Racing  | Yamaha YZF R6       | 19   | +1:45.523 | 27º     |       |
| 23º  | 45 | Cătălin Cazacu    | PTR Romania Honda        | Honda CBR600RR      | 18   | +1 giro   | 28º     |       |
| 24º  | 73 | Oleg Pozdneev     | RivaMoto                 | Yamaha YZF R6       | 18   | +1 giro   | 31º     |       |
| 25º  | 19 | Mitchell Pirotta  | KUJA Racing              | Honda CBR600RR      | 18   | +1 giro   | 30º     |       |
| 26º  | 24 | Eduard Blokhin    | RivaMoto                 | Yamaha YZF R6       | 18   | +1 giro   | 32º     |       |

### Ritirati
| Nº  | Pilota          | Squadra             | Motocicletta   | Giri | Griglia |
| --- | --------------- | ------------------- | -------------- | ---- | ------- |
| 117 | Miguel Praia    | Parkalgar Honda     | Honda CBR600RR | 17   | 11º     |
| 127 | Robbin Harms    | Harms Benjan Racing | Honda CBR600RR | 15   | 12º     |
| 28  | Paweł Szkopek   | Bogdanka PTR Honda  | Honda CBR600RR | 14   | 23º     |
| 4   | Gino Rea        | Step Racing         | Honda CBR600RR | 13   | 3º      |
| 33  | Yves Polzer     | MRC Austria         | Yamaha YZF R6  | 8    | 29º     |
| 8   | Bastien Chesaux | MACH Racing         | Honda CBR600RR | 5    | 26º     |

### Non partito
| Nº | Pilota       | Squadra           | Motocicletta  |
| -- | ------------ | ----------------- | ------------- |
| 87 | Luca Marconi | Bike Service R.T. | Yamaha YZF R6 |

## Superstock
La pole position è stata fatta segnare da Davide Giugliano in 1:58.763; lo stesso pilota ha effettuato il giro più veloce in gara, in 1:59.012.

### Arrivati al traguardo
| Pos. | Nº  | Pilota                | Squadra                  | Motocicletta    | Giri | Tempo     | Griglia | Punti |
| ---- | --- | --------------------- | ------------------------ | --------------- | ---- | --------- | ------- | ----- |
| 1º   | 34  | Davide Giugliano      | Althea Racing            | Ducati 1098R    | 11   | 22:00.274 | 1º      | 25    |
| 2º   | 20  | Sylvain Barrier       | BMW Motorrad Italia      | BMW S1000 RR    | 11   | +4.274    | 2º      | 20    |
| 3º   | 59  | Niccolò Canepa        | Lazio MotorSport         | Ducati 1098R    | 11   | +11.241   | 8º      | 16    |
| 4º   | 87  | Lorenzo Zanetti       | BMW Motorrad Italia      | BMW S1000 RR    | 11   | +11.459   | 4º      | 13    |
| 5º   | 14  | Lorenzo Baroni        | Althea Racing            | Ducati 1098R    | 11   | +11.711   | 6º      | 11    |
| 6º   | 21  | Markus Reiterberger   | Garnier Alpha Racing     | BMW S1000 RR    | 11   | +13.169   | 5º      | 10    |
| 7º   | 8   | Andrea Antonelli      | Team Lorini              | Honda CBR1000RR | 11   | +15.742   | 7º      | 9     |
| 8º   | 32  | Sheridan Morais       | Lorenzini by Leoni       | Kawasaki ZX-10R | 11   | +17.441   | 10º     | 8     |
| 9º   | 5   | Marco Bussolotti      | Pedercini Team           | Kawasaki ZX-10R | 11   | +18.440   | 13º     | 7     |
| 10º  | 67  | Bryan Staring         | Team Pedercini           | Kawasaki ZX-10R | 11   | +21.016   | 12º     | 6     |
| 11º  | 15  | Fabio Massei          | Team Piellemoto          | BMW S1000 RR    | 11   | +22.967   | 11º     | 5     |
| 12º  | 47  | Eddi La Marra         | Team Lorini              | Honda CBR1000RR | 11   | +23.242   | 16º     | 4     |
| 13º  | 6   | Lorenzo Savadori      | Lorenzini by Leoni       | Kawasaki ZX-10R | 11   | +24.239   | 18º     | 3     |
| 14º  | 28  | Ferruccio Lamborghini | Ten Kate Junior          | Honda CBR1000RR | 11   | +25.979   | 9º      | 2     |
| 15º  | 11  | Jérémy Guarnoni       | MRS Yamaha Racing France | Yamaha YZF R1   | 11   | +26.329   | 20º     | 1     |
| 16º  | 33  | Michaël Savary        | Salac Racing             | BMW S1000 RR    | 11   | +32.230   | 22º     |       |
| 17º  | 36  | Leandro Mercado       | Team Pedercini           | Kawasaki ZX-10R | 11   | +32.311   | 15º     |       |
| 18º  | 39  | Randy Pagaud          | Garnier Racing           | BMW S1000 RR    | 11   | +40.130   | 17º     |       |
| 19º  | 86  | Beau Beaton           | Garnier Racing           | BMW S1000 RR    | 11   | +43.603   | 19º     |       |
| 20º  | 55  | Tomáš Svitok          | SK Energy                | Ducati 1098R    | 11   | +50.646   | 24º     |       |
| 21º  | 74  | Kieran Clarke         | Bogdanka PTR Honda       | Honda CBR1000RR | 11   | +53.410   | 28º     |       |
| 22º  | 40  | Alen Győrfi           | Adrenalin H-Moto         | Honda CBR1000RR | 11   | +53.771   | 27º     |       |
| 23º  | 107 | Niccolò Rosso         | Goeleven                 | Kawasaki ZX-10R | 11   | +54.343   | 26º     |       |
| 24º  | 30  | Bogdan Vrajitoru      | C.S.M. Bucharest         | Yamaha YZF R1   | 11   | +1:34.376 | 29º     |       |

### Ritirati
| Nº  | Pilota              | Squadra             | Motocicletta    | Giri | Griglia |
| --- | ------------------- | ------------------- | --------------- | ---- | ------- |
| 31  | Christoffer Bergman | BWG Racing Kawasaki | Kawasaki ZX-10R | 10   | 14º     |
| 9   | Danilo Petrucci     | Barni Racing        | Ducati 1098R    | 8    | 3º      |
| 71  | Roy ten Napel       | Domburg Racing      | Honda CBR1000RR | 4    | 21º     |
| 93  | Matthieu Lussiana   | Team ASPI           | BMW S1000 RR    | 3    | 23º     |
| 303 | Keith Farmer        | Kawasaki Racing     | Kawasaki ZX-10R | 0    | 25º     |